# Gästriklands västra domsaga
Gästriklands västra domsaga var en domsaga i Gävleborgs län. Den bildades 1921 när Gästriklands domsaga delades. 
1971 upplöstes denna domsaga och verksamheten övertogs av Sandvikens tingsrätt
Domsagan lydde under Svea hovrätt. 
Till domsagan hörde enbart Gästriklands västra domsagas tingslag.

## Häradshövdingar
- 1920–1946 Karl Gustaf Ragnar Grönhagen
- 1947–1968 Gustaf Ragnar Gunaeus
- 1969-1970 Curt-Olof Ormegard långtidsvikariat